# Dreaming (Blondie)
Dreaming è un singolo del gruppo musicale statunitense Blondie, pubblicato nel 1979 ed estratto dall'album Eat to the Beat.
La canzone è stata scritta da Chris Stein e Debbie Harry.

## Tracce
- 7" (UK)

1. Dreaming - 3:08
2. Sound-A-Sleep - 4:18

- 7" (USA)

1. Dreaming - 3:08
2. Living in the Real World - 2:53

## Classifiche
| Classifica (1979) | Posizione raggiunta |
| ----------------- | ------------------- |
| Regno Unito       | 2                   |